# حارة بيت الحللي - السلام (صنعاء)
بيت الحللي - السلام هي إحدى حارات حي سدس احداق بمدينة الروضة شمال العاصمة اليمنية "صنعاء"، بلغ تعداد سكانها 670 نسمة حسب تعداد اليمن لعام 2004.